# Natan Andrei
Natan Andrei ist ein US-amerikanischer theoretischer Physiker, der sich mit Festkörperphysik und Teilchenphysik befasst. Er ist Professor an der Rutgers University.
Andrei wurde 1979 an der Princeton University promoviert. 1989 war er am Institute for Advanced Study. 2004 wurde er Fellow der American Physical Society. Unabhängig von Paul Wiegmann gelang ihm 1980 die exakte Lösung des Kondo-Problems. Für 2017 wurde beiden der Lars-Onsager-Preis zugesprochen.
Er befasst sich mit den Beziehungen von konformen zu exakt integrablen Feldtheorien und Stringtheorie im Loop-Raum. In der Festkörperphysik befasst er sich vor allem mit stark korrelierten Elektronensystemen (Hochtemperatursupraleiter, Quanten-Hall-Effekt, Schwere Fermionen Systeme).

## Schriften
- N. Andrei, K. Furuya, J. H. Lowenstein Solution of the Kondo Problem, Rev. Mod. Phys., Band 55, 1983, 331
- Andrei Diagonalization of the Kondo Hamiltonian, Phys. Rev. Lett., Band 45, 1980,  1693